# Melbatoast
Melbatoast is een dunne, dichte, brosse toast gemaakt in verschillende vormen (rechthoekjes of rondjes), vaak gebruikt om hapjes op te serveren bij feestjes en gelegenheden. De naam verwijst naar de Australische zangeres Nellie Melba (1861–1931).
De toast is door de Franse chef-kok Auguste Escoffier gecreëerd in 1897, toen Melba ziek was en dieet moest houden. De hoteleigenaar César Ritz zou de naam het eerst hebben gebruikt tijdens een gesprek met Escoffier. Men kan zelf melbatoast maken door een geroosterde snee brood over de zijkant te halveren en nogmaals te roosteren. De toastjes zijn kant-en-klaar verkrijgbaar.